# Jaja (przystanek kolejowy)
Jaja – zlikwidowany wąskotorowy przystanek kolejowy na Białorusi. Położony był na Brasławskiej Kolei Wąskotorowej, czyli linii Dukszty – Druja, w kilometrze 86,7. Znajdował się w miejscowości Jaje.
W chwili powstania znajdował się on w II Rzeczypospolitej, w województwie wileńskim. Po II wojnie światowej na terenie Związku Radzieckiego. Obecnie na Białorusi.

## Historia
Powstał w 1932 roku po przekuciu linii na rozstaw szyn 750 mm.
Nie występuje w rozkładach jazdy, ani spisach stacji i przystanków po 1939 roku.
Linię rozebrano do 1971 roku.